# Dumbrăveni (Sibiu)
Dumbrăveni (en húngaro: Erzsébetváros) es una ciudad de Rumania en el distrito de Sibiu.

## Geografía
Se encuentra a una altitud de 327 m s. n. m. a 307 km de la capital, Bucarest.

## Demografía
Según estimación 2012 contaba con una población de 8 099 habitantes.
| 1948  | 1956  | 1966  | 1977  | 1992  | 2002  | 2012  |
| 4 562 | 5 367 | 8 452 | 9 883 | 9 354 | 8 419 | 8 099 |